# مراكز المعالجة الذاتية الاجتماعية في المملكة المتحدة
مراكز المعالجة الذاتية الاجتماعية في المملكة المتحدة (بالإنجليزية: Social centres in the United Kingdom)‏ يمكن إيجادها في أراضي الاستيطان العشوائي والمباني المُستأجرة والمرهونة والمُستملكة بالكامل. تختلف هذه المراكز الاجتماعية المستقلة عن المراكز المجتمعية من ناحية تمتُّعها بحكم ذاتي بموجب مبادئ معاداة السلطوية، إذ يديرها مجموعة من المتطوعين، دون تلقّي أي مساعدة من الدولة. عُثر على أكبر عدد منها في لندن منذ ثمانينات القرن الماضي حتى الآن، وعلى الرغم من وجود المشاريع في معظم المدن، تتميّز المراكز الاجتماعية العشوائية بعدم استمراريتها لفترة طويلة، لذا تُفضّل بعض المشاريع وجودًا قصير الأمد، مثل «إيه سباير» في مدينة ليدز أو «ذا أوكيجينال كافيه» في مدينة مانشستر. تشمل المراكز الاجتماعية المملوكة تعاونيًا نادي «ذا 1 إن 2» في مدينة برادفورد ونادي «كاولي» في مدينة بريغتون» ومركز «سوماك» في مدينة نوتنغهام.
يحدّد المشاركون الأنشطةَ الخاصة لكل مركز اجتماعي فردي. إذ تشمل هذه الأنشطة في كثير من الأحيان ما يلي: حانة جعة وورشة تصليح الدراجات ومقهى وصالة سينما ومنصة للحفلات الموسيقية وصالة معارض ومتجر مجاني ومتاجر «إنفوشوب» وصفوف تعليم اللغة ومكان اجتماعات وأنشطة دعم اللاجئين ومكتبة أساسية.

## التاريخ
يمكن تتبُّع أصول المراكز الاجتماعية المستقلة في المملكة المتحدة عبر التواصل بين مراكز الحكم الذاتي في الثمانينيات وأوائل التسعينيات مثل مركز « 121» ومركز «إبيريكو» ومركز «وابينغ أوتونمي» ومركز «وورزون» ونادي «1 إن 12» في برادفورد. وتشمل المراكز الفاعلة الأخرى نادي «ديغرز» و«ووركينغ مين» وحركة «لاندليس ووركيرو- حركة العمال عديمي الأراضي (MST)» في البرازيل، ومركز المعالجة الذاتية (سيلف مانجمينت سوشال سينتر) في إيطاليا والمصانع المُحتلّة في الأرجنتين. بالإضافة إلى كونها مستوحاة من حركات الاستيطان العشوائي الأوروبية، تتبع المراكز الاجتماعية تقاليد الأندية الفوضوية مثل نادي «روز ستريت» ومجتمعات الاشتراكية الخيالية «يوتوبيان سوشياليست» التي أقامها تشارلز فورييه وروبرت أوين في القرن التاسع عشر.
افتُتِحَت موجة من المراكز الاجتماعية في التسعينيات من القرن الماضي، وتركّزت حول فترة من نشاط الحركة الاجتماعية التي تضّمنت الاحتجاج على مشروع قانون العدالة الجنائية وضريبة الرؤوس وخطط الحكومة للبناء الطرقي. وبالمثل، استلهمت الأماكن المؤسسة في العقد الأول من القرن العشرين من اجتماعات العمل العالمي للشعوب والحركة المناهضة للعولمة.
وُضعت لمحة عن شبكة المركز الاجتماعي في عام 2008، في كُتيّب تحت عنوان «ما هذا المكان؟» وطُرحَ بصفته جزءًا من المشروع الأكاديمي «جغرافيات مستقلة – أوتونوموس جيوغرافيز» (بتمويل من مجلس البحث في الشؤون الاقتصادية والاجتماعية «ESRC». من خلال 27 مقالة، قدّمت مُختلف المراكز الاجتماعية مشاريعها، ما عكس نجاحاتها وإخفاقاتها. في وقت مبكر من عام 2000، طُرِحَ جدال حول ما إذا كانت المساحات المُستَأجرة والمملوكة هي خطة ضد الرأسمالية أم لا. أكّدت إحدى الآراء أن شراء مركز اجتماعي يعني أن الناشطين قد عجزوا بسبب الأنشطة الدنيوية مثل خطط الأعمال وتطبيقات الرهن العقاري. وذكرت وجهة نظر مضادة بأن مزايا امتلاك مكان تمحورت حول الاستمرارية والاستقرار.

## الأنشطة
إن ما يربط مشاريع المراكز الاجتماعية هذه معًا هو المبدأ الأناركي (اللاسلطوي) للحكم الذاتي، ما يعني أنها ذاتية التنظيم والتمويل. تُعتبر هذه المشاريع معادية للسلطوية، إذ تهدف إلى إظهار بديل للسلوك الرأسمالي. ومع ذلك، توجد أنماط متعددة من المراكز الاجتماعية. تُحدّد أهداف المشاريع الفردية وسياساتها من قِبَل أولئك الذين يديرونها، إذ تُشكّلها السياقات المحلية. وهذا يعني أنه في كل مكان مميز منها، ستشمل الوظائف بعضًا من الأمور التالية: حانة جعة وورشة تصليح دراجات ومقهى وصالة سينما ومنصة للحفلات الموسيقية وصالة معارض ومتجرًا مجانيًا ومتاجر «إنفوشوب» وصفوف تعليم اللغة ومكان اجتماعات وأنشطة دعم اللاجئين ومكتبة أساسية.
ترتبط المراكز بطرق متعددة. كتبت عالمة الاجتماع أنيتا لاسي أن «الإجراءات والخطط والأفكار وجهات الاتصال تُنشر عبر صحيفة زينيس ومتاجر إنفوشوب والمتاجر الأخرى وداخل المراكز الاجتماعية. تتطور شبكات النشاطات ولا تظهر تلقائيًا في أي يوم من أيام القيام بها، بل تظهر عن طريق التفاعل بين الناشطين، وفي الأماكن المادية و/ أو العاطفية المشتركة. علاوة على ذلك، إلى جانب كونها مرتبطة ببعضها، تُوفر المراكز مساحات مادية ملموسة للناشطين للّقاء وتنظيم الأحداث والحملات. ينظر عالما الجغرافيا بول تشاترتون وستيوارت هودكينسون إلى المراكز الاجتماعية على أنها جزء من الحركة المستقلة «الأوسع»، التي تلعب «دورًا هامًا في عملية إعادة التفكير وإعادة صنع «المواطنة» عبر الجمع بين الناس في الأماكن التي وُجدت للشكّ ولمواجهة الفردية المتفشية في الحياة اليومية».
تعود ملكية بعض المراكز الاجتماعية إلى ملكية تعاونية، مثل نادي «1 إن 12» ومركز «سوماك» في نوتينغهام، ونادي «كاولي» في بريغتون. الأخيران هما أعضاء داخل منظمة «راديكال روتس». تتمثّل ميزة الملكية في أن هذه المشاريع لها عمر أطول من المشاريع العشوائية أو المستأجرة.

## مراكز عَرضية
هناك أيضًا مجموعات تختار القيام بالأحداث العشوائية قصيرة الأمد، وتدوم مدة زمنية محددة؛ لتخفيف صعوبات الاحتلال طويل الأمد. قد تدوم هذه المجموعات سنوات وتقوم بسلسلة من الأحداث، على سبيل المثال: مركز «إيه سباير» في ليدز، ومركز «تيمبوراري أوتونوموس آرتس» (في لندن وشيفيلد وبريغتون وبريستول ومانشستر وإيدينبرغ وكارديف) ومركز «أناركيست تيبوت» (في بريغتون)، أو مقهى «أوكيجينال» (في مانشستر). نفّذ مقهى «أوكيجينال» عددًا من الأحداث في أواخر التسعينيات وأوائل العقد الأول من القرن العشرين، إذ استغرق إصلاحه مدة أسبوعين عام 2010. احتلّت منظمة حملات «فوكوس إي15» بعض الشقق التابعة لملكية النجارين في شرق لندن عدة أسابيع في عام 2014، واستخدمت المنظمة شقة واحدة واعتبرتها مركزًا اجتماعيًا.